# Monte Elefante
Il Monte Elefante (2.019 m s.l.m.) è un rilievo dei Monti Reatini che si trova nel Lazio, nella provincia di Rieti, tra il comune di Posta e quello di Micigliano, appartenente al massiccio del Terminillo.

## Descrizione
Fa parte del massiccio del Monte Terminillo, separato da questo dalla Sella di Leonessa e deve il suo nome alla somiglianza del massiccio con la forma di un elefante. Lungo il suo versante meridionale, noto anche come Monte Valloni (2.004 m s.l.m), risale dalla Via Salaria passando per Micigliano una lunga strada asfaltata/sterrata (strada provinciale 15 di Micigliano, circa 16,5 km), nata nei primi anni 2000 dallo sbancamento di una vecchia mulattiera, dalle medie/forti pendenze e altamente suggestiva con vista sulle sottostanti Gole del Velino su un dislivello complessivo di quasi 1.400 m, innestandosi alla fine sulla strada provinciale 10 di Leonessa nei pressi del rifugio Angelo Sebastiani, poco prima della Sella di Leonessa. Dalla cima si ha vista su quasi tutte le cime del massiccio, la Vallonina, la Valle Scura i gruppi montuosi del Monte Giano e del Monte Nuria, le Gole di Antrodoco e del Velino, il Gran Sasso d'Italia a sud-est e i Monti Sibillini a nord-est, la Sabina e la Piana di San Vittorino a ovest.

## Galleria d'immagini

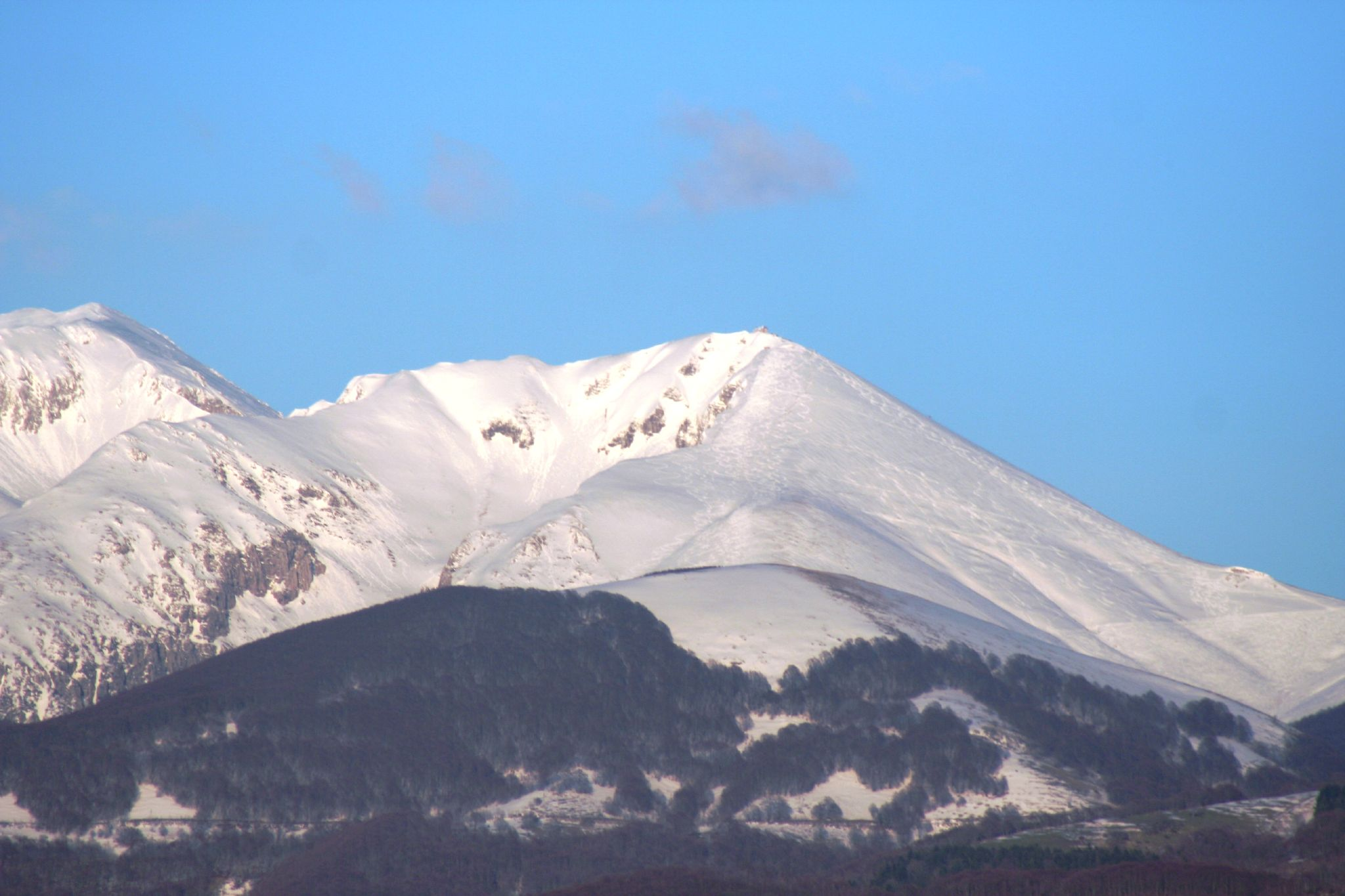
Il monte visto da ovest dal fondovalle
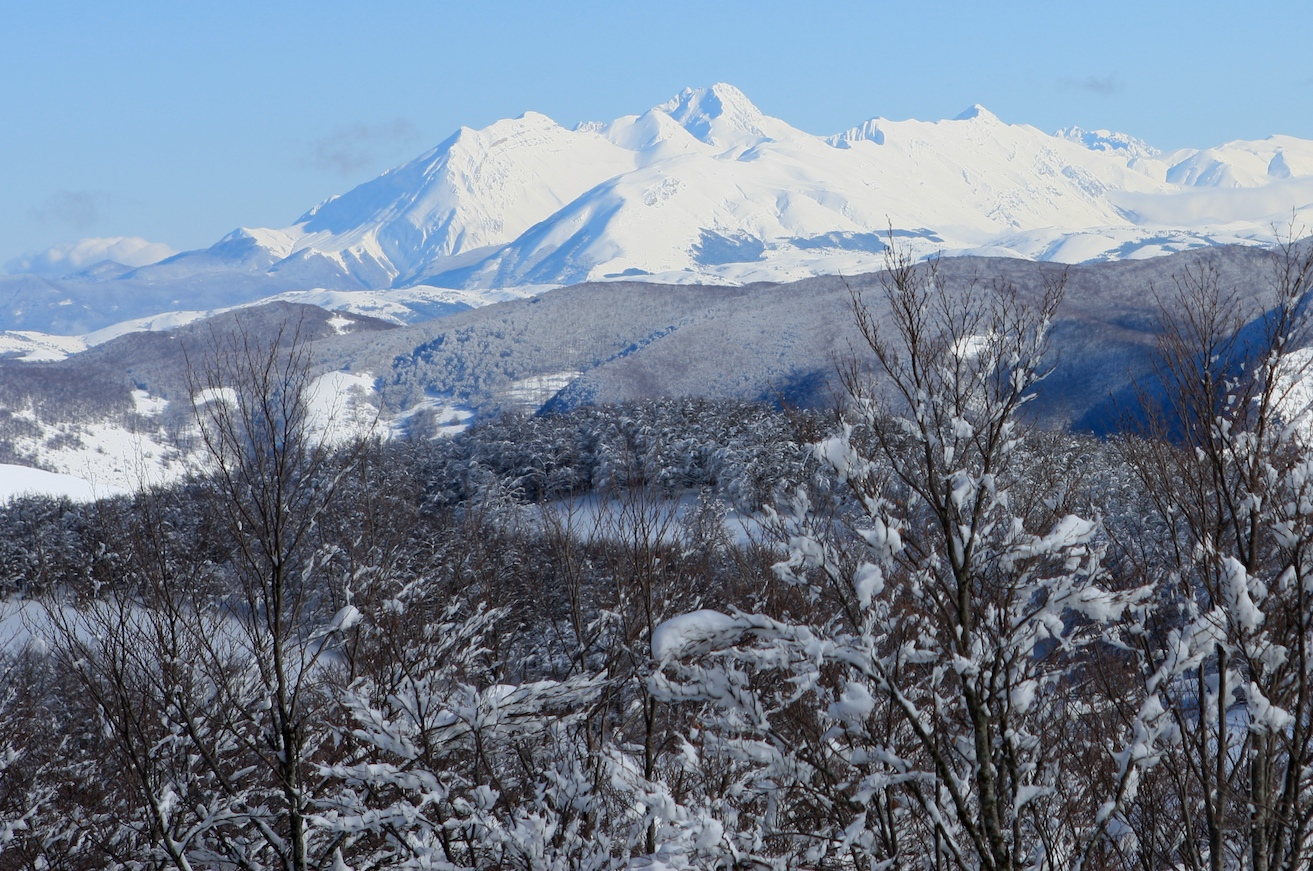
Gran Sasso d'Italia visto dalla zona del Monte Elefante
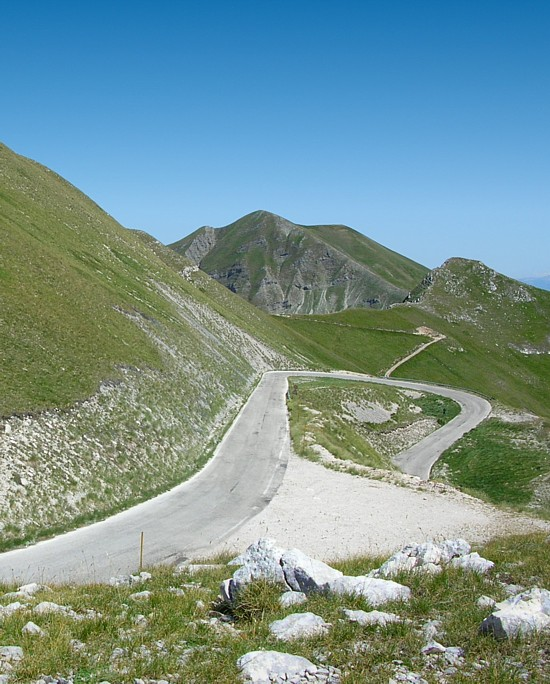
Monte Elefante visto dalla strada provinciale 10 di Leonessa nei pressi della Sella di Leonessa
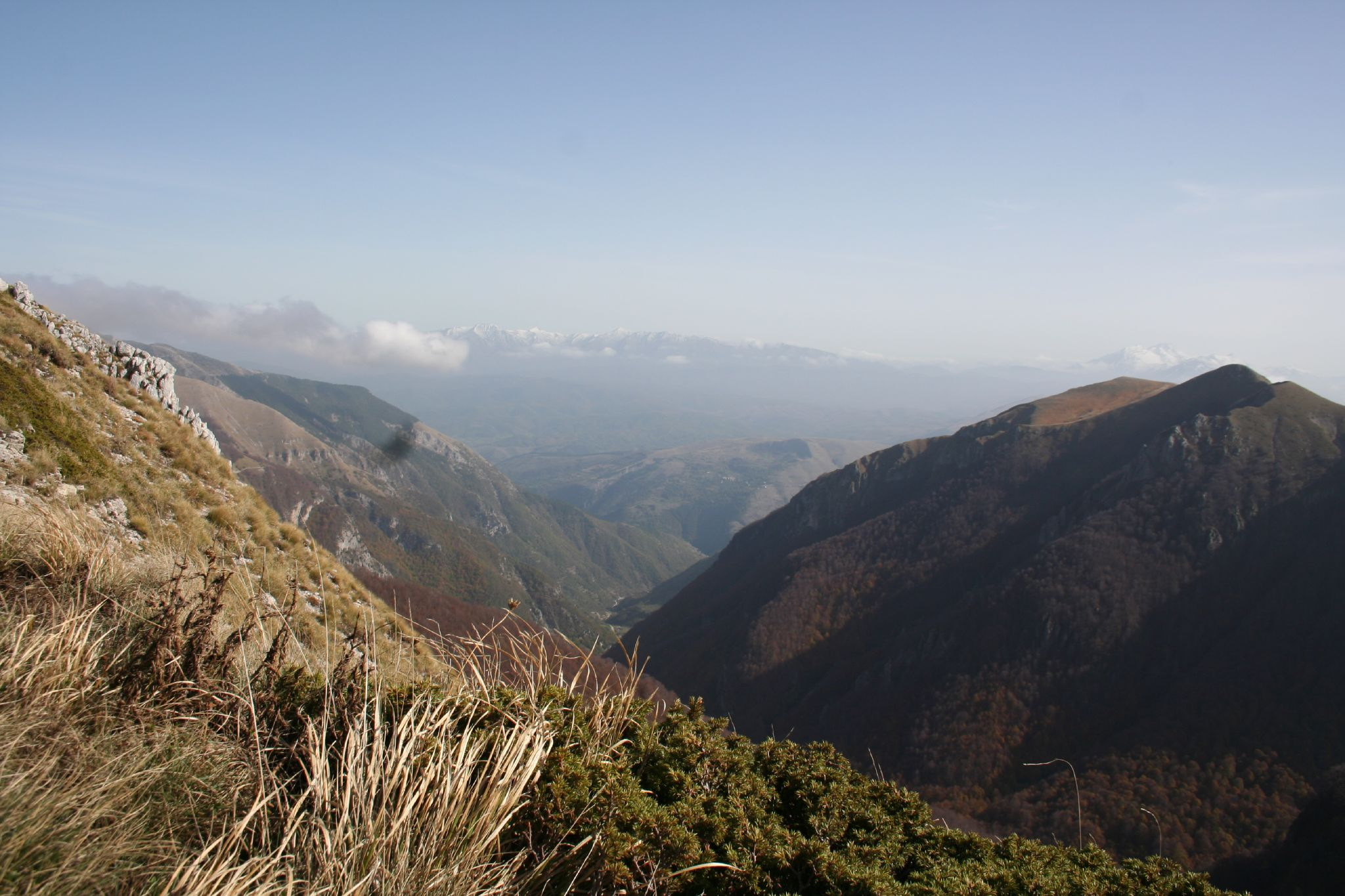
Valle Scura dai pendii del Monte Valloni